# Eupithecia purpureoviridis
Eupithecia purpureoviridis är en fjärilsart som beskrevs av W. Warren 1900. Eupithecia purpureoviridis ingår i släktet Eupithecia och familjen mätare. Inga underarter finns listade i Catalogue of Life.